# Lars Coveliers
Lars Coveliers (20 oktober 2000) is een Belgisch voetballer. Hij staat sinds 2021 onder contract bij Berchem Sport.

## Loopbaan
Coveliers begon zijn jeugdcarrière bij SK Laar. Daarna verhuisde hij naar KFC Eppegem en RSC Anderlecht. In 2016 kreeg Coveliers een kans bij de jeugdploeg van KV Mechelen.Vervolgens ging hij naar de jeugdopleiding van RSC Anderlecht om in 2019 weer terug te keren naar Mechelen.
In augustus 2021 stapte Coveliers over naar Berchem Sport.